# Canton de Montbozon
Le canton de Montbozon est un ancien canton français situé dans le département de la Haute-Saône et la région Franche-Comté.

## Géographie
Ce canton est organisé autour de Montbozon dans l'arrondissement de Vesoul. Son altitude varie de 227 m (La Barre) à 469 m (Échenoz-le-Sec) pour une altitude moyenne de 276 m.

## Représentation

### Conseillers d'arrondissement (de 1833 à 1940)
| Période                                  | Période | Identité                             | Étiquette     | Qualité |
| ---------------------------------------- | ------- | ------------------------------------ | ------------- | --- |
| 1833                                     | 1839    | Frédéric Ignace Fournier (1770-1849) |               | Cultivateur, juge de paix, maire de La Barre                                                                |
| 1839                                     | 1848    | M. Coillot                           |               | Propriétaire, suppléant du juge de paix de Montbozon                                                        |
|                                          |         |                                      |               | |
| 1919                                     |         | M. Bouday                            | Bloc National | |
|                                          | 1934    | M. Perrin                            | Rad.          | |
| 1934                                     | 1940    | Alfred Charbonnier                   | Rad.          | Maire de Thieffrans                                                                                         |
| 1940                                     |         |                                      |               | Les conseils d'arrondissement ont été suspendus par la loi du 12 octobre 1940 et n'ont jamais été réactivés |
| Les données manquantes sont à compléter. |         |                                      |               | |

### Conseillers généraux de 1833 à 2015
| Période         | Période                   | Identité                            | Étiquette    | Qualité |
| --------------- | ------------------------- | ----------------------------------- | ------------ | --- |
| 1833            | 1842                      | Joseph Jacques Gauthier (1787-1847) |              | Maître de forges à la tirerie de Beaumotte |
| 1842            | 1848                      | Alexis Vivant Chaudot               |              | Propriétaire, maire de Loulans |
| 1848            | 1861                      | Jean-Claude Monnin                  |              | Notaire, maire de Dampierre-lès-Montbozon |
| 1861            | 1867                      | Baron César Marulaz                 |              | Général de division, commandant la place de Péronne |
| 1867            | 1877                      | Jules Courcelles                    | Conservateur | Banquier à Vesoul |
| 1877            | 1901                      | Achille Coillot                     | Républicain  | Médecin Maire de Montbozon (1872-1873, 1874-1877 et 1878-1900) Sénateur (1893-1900)                                                                                 |
| 1901            | 1907                      | Etienne Augustin Boisselet          | Droite       | Maire de Roche-sur-Linotte |
| 1907            | 1919                      | Calixte Gentilhomme                 |              | Maire de Montbozon |
| 1919            | 1925                      | Paul Edmond Brugirard               | RG           | Médecin à Montbozon |
| 1925            | 1930 (décès)              | Henri Lhomme (1876-1930)            |              | Médecin - Maire de Dampierre-sur-Linotte |
| 26 octobre 1930 | 1941 (démission d'office) | Paul Besson                         | Rad.         | Industriel Maire de Fontenois-lès-Montbozon Révoqué par le Gouvernement de Vichy                                                                                    |
|                 |                           |                                     |              | |
| 1943            | 1945                      | James Landel (1893-1987)            |              | Ingénieur Maire de Loulans-les-Forges Nommé conseiller départemental en 1943                                                                                        |
|                 |                           |                                     |              | |
| 1945            | 1949                      | Paul Besson                         | Rad.         | Industriel Maire de Fontenois-lès-Montbozon Président du conseil général (1945-1949)                                                                                |
| 1949            | 1967                      | Albert Chapuis                      | RPF puis DVD | Maire de Montbozon (1947-1965) |
| 1967            | 1979                      | Jacques Lhomme                      | DVG puis MRG | Maire de Montbozon (1965-1975) |
| 1979            | 1985                      | Denis Vagnet                        | PS           | Enseignant Maire de Fontenois-lès-Montbozon |
| 1985            | 1992                      | Georges Lyautey                     | UDF-MPF      | Chirurgien-dentiste à Vesoul Maire d'Authoison (1995-2008) |
| 1992            | 2004                      | André Chevrier                      | UDF          | Exploitant agricole Maire de Beaumotte-Aubertans |
| 2004            | 2015                      | Edwige Eme                          | PS           | Infirmière scolaire Conseillère municipale de Fontenois-lès-Montbozon Assistante parlementaire de Jean-Michel Villaumé (député) Elue en 2015 dans le Canton de Rioz |

## Composition
| Fresne Scey Dampierre Champlitte Champagney Faucogney Lux St-Sauveur Mélisey Rioz Marnay Gy Autrey Gray Montbozon Saulx Port-s-Saône Combeauf. Vitrey Jussey Vauvillers St-Loup Amance Lure-Nord Lure-Sud Villersexel V.E. V.O. Noroy H.O. H.E. Pesmes |

Le canton de Montbozon groupe 25 communes et compte 4 983 habitants (recensement de 1999 sans doubles comptes).
| Nom                                      | Code Insee | Intercommunalité                      | Population (dernière pop. légale) |
| ---------------------------------------- | ---------- | ------------------------------------- | --------------------------------- |
| Montbozon (chef-lieu)                    | 70357      | CC du Pays de Montbozon et du Chanois | 590 (2014)                        |
| Authoison                                | 70038      | CC du Pays de Montbozon et du Chanois | 317 (2014)                        |
| La Barre                                 | 70050      | CC du Pays de Montbozon et du Chanois | 106 (2014)                        |
| Beaumotte-Aubertans                      | 70059      | CC du Pays de Montbozon et du Chanois | 434 (2014)                        |
| Besnans                                  | 70065      | CC du Pays de Montbozon et du Chanois | 77 (2013)                         |
| Bouhans-lès-Montbozon                    | 70082      | CC du Pays de Montbozon et du Chanois | 130 (2014)                        |
| Cenans                                   | 70113      | CC du Pays de Montbozon et du Chanois | 123 (2014)                        |
| Chassey-lès-Montbozon                    | 70137      | CC du Pays de Montbozon et du Chanois | 217 (2014)                        |
| Cognières                                | 70159      | CC du Pays de Montbozon et du Chanois | 90 (2014)                         |
| Dampierre-sur-Linotte                    | 70197      | CC du Pays de Montbozon et du Chanois | 805 (2014)                        |
| Échenoz-le-Sec                           | 70208      | CC du Pays de Montbozon et du Chanois | 307 (2014)                        |
| Filain                                   | 70234      | CC du Pays de Montbozon et du Chanois | 229 (2014)                        |
| Fontenois-lès-Montbozon                  | 70243      | CC du Pays de Montbozon et du Chanois | 315 (2014)                        |
| Larians-et-Munans                        | 70296      | CC du Pays de Montbozon et du Chanois | 242 (2014)                        |
| Loulans-Verchamp                         | 70309      | CC du Pays de Montbozon et du Chanois | 473 (2014)                        |
| Le Magnoray                              | 70316      | CC du Pays de Montbozon et du Chanois | 97 (2014)                         |
| Maussans                                 | 70335      | CC du Pays de Montbozon et du Chanois | 67 (2014)                         |
| Ormenans                                 | 70397      | CC du Pays de Montbozon et du Chanois | 70 (2014)                         |
| Roche-sur-Linotte-et-Sorans-les-Cordiers | 70449      | CC du Pays de Montbozon et du Chanois | 73 (2014)                         |
| Ruhans                                   | 70456      | CC du Pays Riolais                    | 161 (2014)                        |
| Thieffrans                               | 70500      | CC du Pays de Montbozon et du Chanois | 177 (2014)                        |
| Vellefaux                                | 70532      | CC du Pays de Montbozon et du Chanois | 478 (2014)                        |
| Villers-Pater                            | 70565      | CC du Pays de Montbozon et du Chanois | 47 (2014)                         |
| Vy-lès-Filain                            | 70583      | CC du Pays de Montbozon et du Chanois | 121 (2014)                        |

## Démographie
| 1962  | 1968  | 1975  | 1982  | 1990  | 1999  | 2006  | 2011  |
| ----- | ----- | ----- | ----- | ----- | ----- | ----- | ----- |
| 4 620 | 4 484 | 4 226 | 4 766 | 4 857 | 4 983 | 5 471 | 5 737 |